# Acanthinevania versicolor
Acanthinevania versicolor är en stekelart som först beskrevs av Jean-Jacques Kieffer 1904.  Acanthinevania versicolor ingår i släktet Acanthinevania och familjen hungersteklar. Inga underarter finns listade i Catalogue of Life.